# 陳友諒
陳 友諒（ちん ゆうりょう、1320年 - 1363年）は、元末の群雄の一人。復州玉沙県の出身。

## 生涯

### 紅巾の乱
玉沙県の漁師の陳普才の三男として生まれた陳友諒は、読み書きができたことから県の胥吏をしていた。至正10年（1350年）に紅巾の乱に呼応して、湖北で徐寿輝が挙兵して天完国の皇帝を称すると、その麾下の武将倪文俊の簿書掾（書記）となり、次第に武将としての頭角を顕して重用されるようになった。

### 皇帝陳友諒

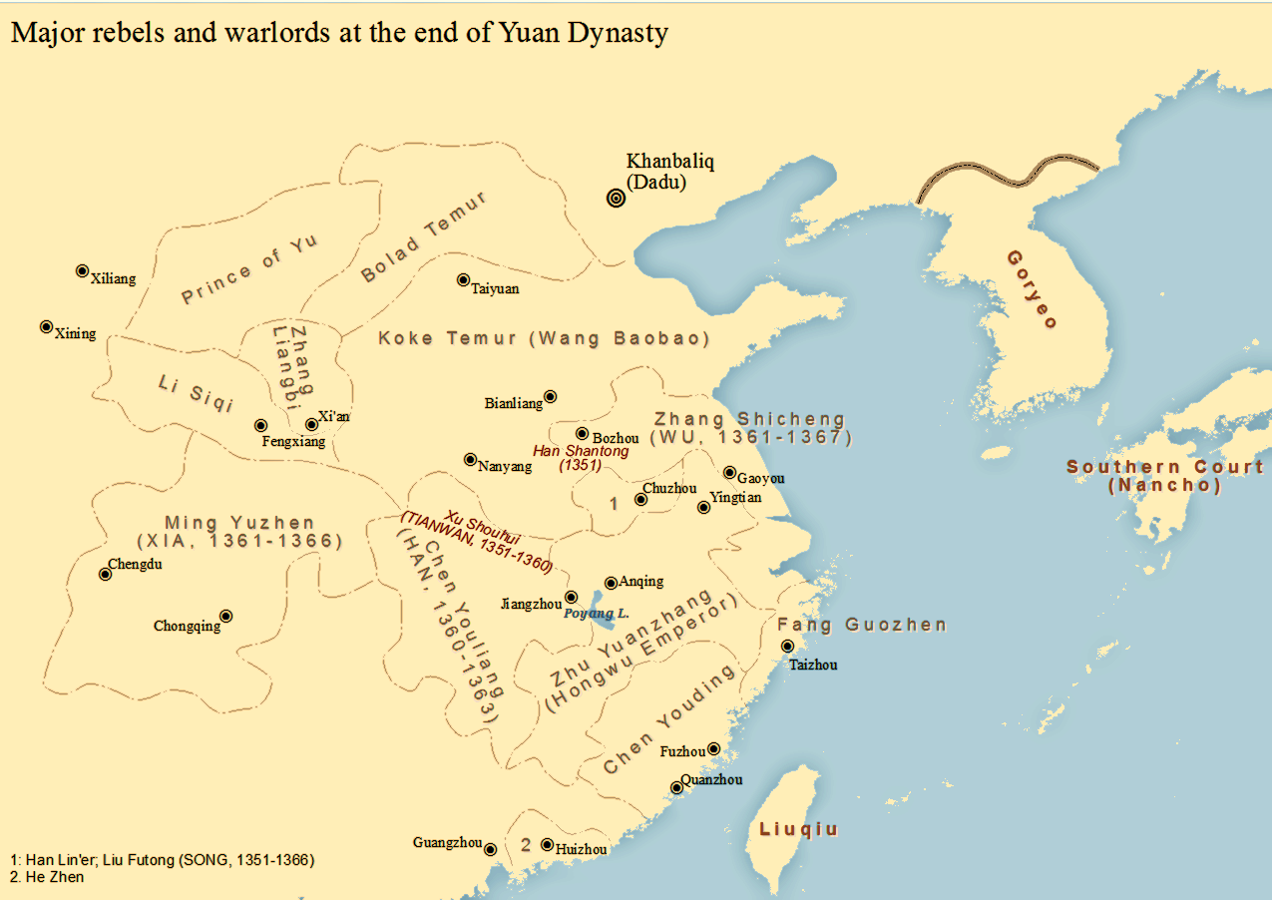
陳友諒（Chen Youliang）の大漢の版図

紅巾軍の本体である韓林児の宋とは独立して行動し、天完国の皇帝を称していた徐寿輝は、長江中流域に勢力を拡大していった。陳友諒はその政権内部で、徐寿輝の謀殺を企てて失敗した上司の倪文俊を殺害して、麾下の部隊を指揮下に収めた。そうして天完国の実権を一手に掌握すると、天定2年（1360年）には主の徐寿輝をも殺害して、自ら帝位についた（『新元史』では1359年とする）。この際、国号を「大漢」に改め、元号を大義と定めた。

### 朱元璋との抗争
大漢皇帝を称した陳友諒は、湖北から江西にかけての一帯を勢力に収め、長江下流の応天府に拠る朱元璋、平江路に拠る張士誠と並び立った。その中でも、特に東に勢力を接する朱元璋と激しい抗争を繰り広げた。大義元年（1360年）、陳友諒は朱元璋側の拠点である太平を攻め落とし応天府に迫った。しかし敵将康茂才の偽りの降伏を信じて応天府の攻撃を急ぐあまり、朱元璋軍の反撃を受けて敗北した。その後、朱元璋側に寝返る者が続出し、長江沿岸の拠点を次々に失った。
これを挽回するために大定3年（1363年）、数百隻の大船団を率いて鄱陽湖で朱元璋軍と決戦したが（鄱陽湖の戦い）、火攻めをうけて水軍は壊滅し、陳友諒自身も矢を受けて、弟の陳友仁とともに敗死した。ちなみに『三国志演義』における赤壁の戦いの話は、この戦いに強い影響を受けたと言われている。

## 貨幣
陳友諒が鋳造・発行した貨幣である天定通宝と大義通宝は、現在でも古銭収集家の間では人気がある。